# Hypatia (planeta)
Hypatia es un planeta extrasolar que fue descubierto en 2002 usando el método de la velocidad radial y orbita alrededor de una estrella de la clase K estrellas gigante y fue el primer planeta extrasolar descubierto en la órbita de una estrella gigante.
Es de una órbita excéntrica, que con ayuda de su detección como estrellas gigantes de pulsación, que puede simular la presencia de un planeta.